# Pietro Marussig

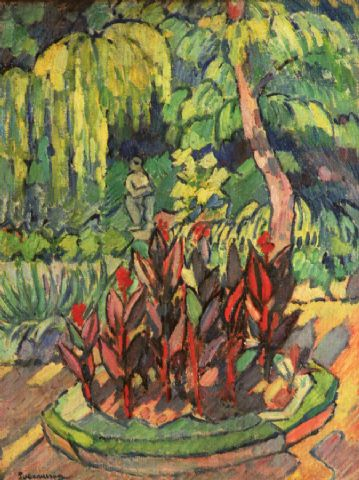
In giardino, 1912

Piero Marussig (Trieste, 16 maggio 1879 – Pavia, 13 ottobre 1937) è stato un pittore italiano, fra gli iniziatori del movimento artistico del Novecento nel 1922 a Milano.

## Biografia
Pietro Marussig nasce nel 1879 a Trieste, penultimo dei cinque figli di Pietro Marussig ed Erminia Dissopra, in una famiglia agiata di ricchi commercianti, gestori di un emporio di abiti confezionati. Il padre era inoltre un attento collezionista di oggetti d’arte; e il nonno paterno, Piero, un pittore dilettante..Tra il 1899 e il 1901 e visse prima a Vienna e poi a Monaco, dove si avvicinò alla Secessione viennese e conobbe le tendenze espressionistiche centroeuropee. Nel 1905 a Parigi studiò gli impressionisti e i postimpressionisti, interessandosi in particolare a Cézanne, Gauguin e Matisse. Tornato a Trieste, strinse un forte legame con lo scultore e pittore Antonio Camaur, con cui condivise la ricerca post impressionista. Partecipò alla prima guerra mondiale.
Finita la guerra, morto nel 1919 l'amico Camaur, verso il 1920 decise di trasferirsi a Milano dove conobbe Carrà, Sironi e Funi.

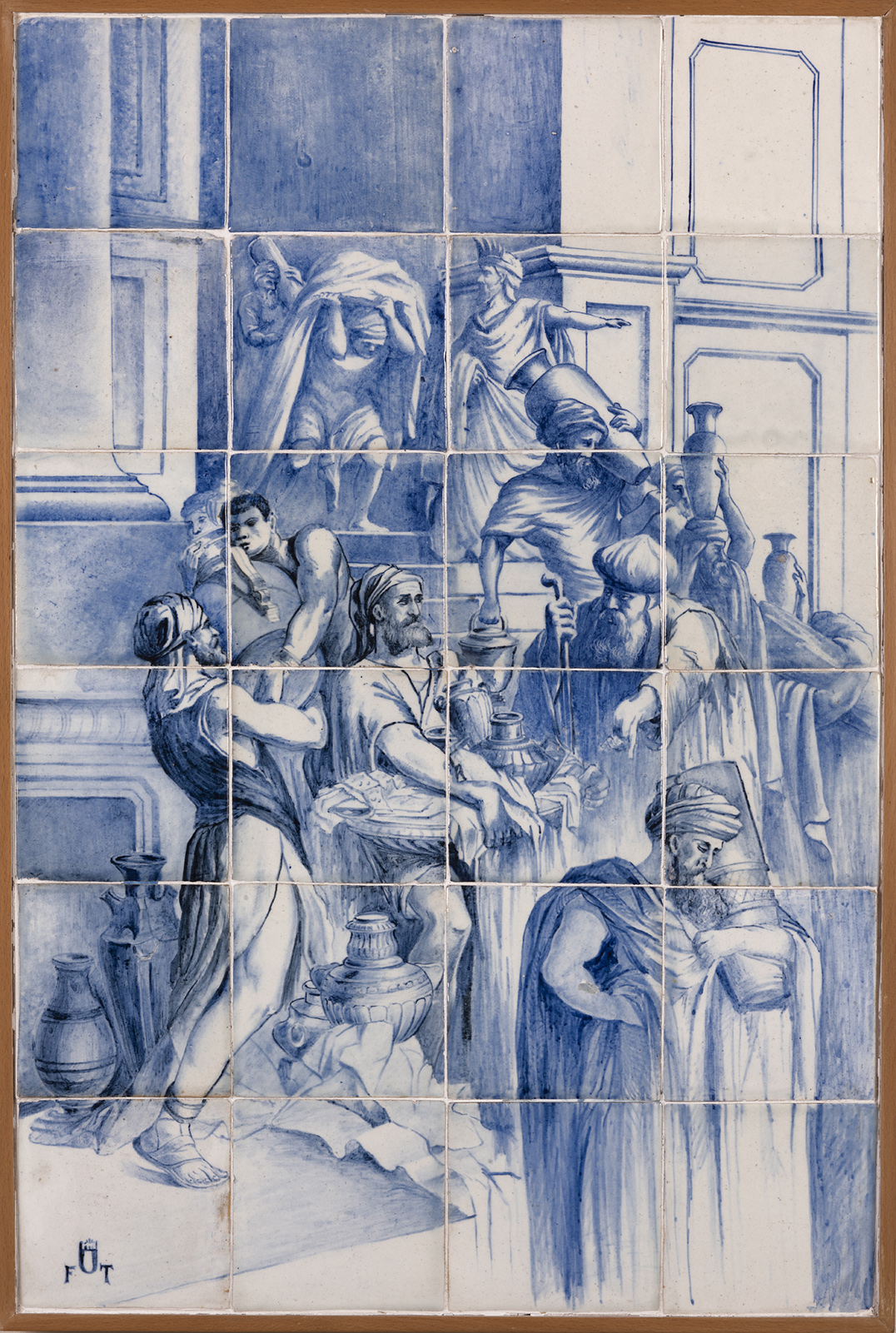
una opera incognita di artigiano ligure

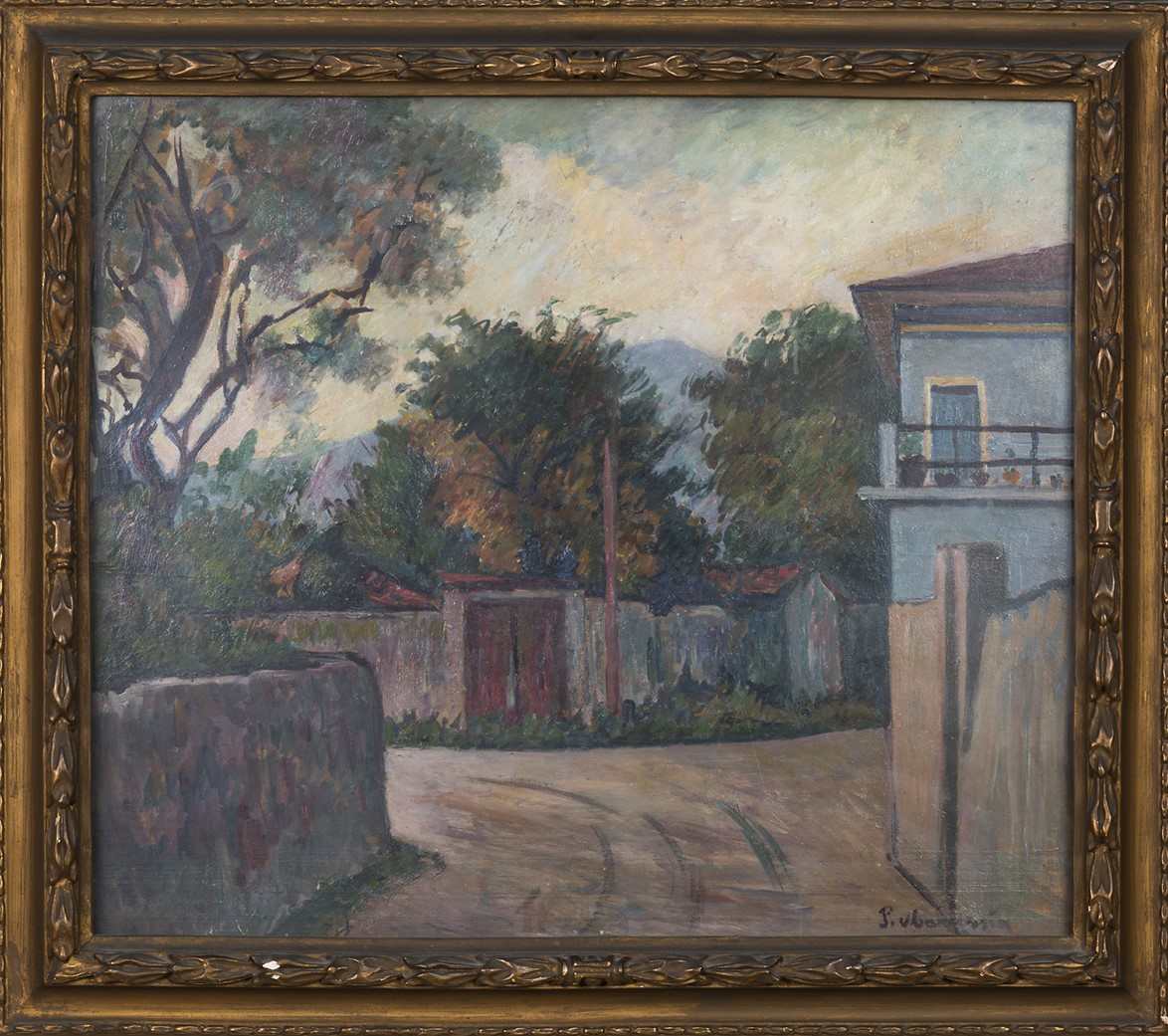
Angolo di paese

Fu tra i fondatori del gruppo Novecento raccolto attorno alla figura di Margherita Sarfatti, assieme ai pittori Anselmo Bucci, Leonardo Dudreville, Achille Funi, Emilio Malerba, Mario Sironi e Ubaldo Oppi.
Nel 1924, con numerosi altri artisti partecipò al celebre catalogo Veni vd vici, voluto dall'imprenditore Giuseppe Verzocchi.
La sua pittura di questo periodo, riflettendo la tendenza del gruppo a un recupero dei dettami della tradizione pittorica rinascimentale, è caratterizzata da attenti rapporti plastici e volumetrici e da tematiche solitamente riferibili alla famiglia e alla vita borghese: ritratti femminili, nature morte, figure di bambini. Il suo dipinto più noto, Donne al caffè (1924, Galleria d'arte moderna, Milano), ritrae due figure dall'aspetto malinconico in un caffè di provincia.
Nei suoi lavori si intravede la fatica con cui il pittore dovette adattarsi alla plasticità e alla terza dimensione auspicata dal gruppo, per giungere infine a un interessante compromesso tra la smaltatura delle superfici e il gonfiore del rilievo.
Con Achille Funi, Marussig fondò in via Vivaio 10 a Milano una Scuola d'arte, in cui tentò di riproporre le usanze pratiche e artistiche delle botteghe quattrocentesche.
Negli anni trenta il pittore adottò una pennellata più morbida, recuperando uno stile di impronta impressionista.

## Opere

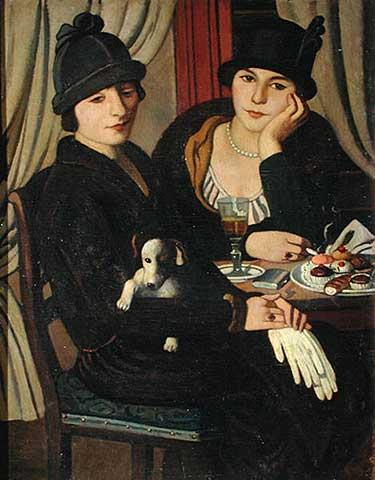
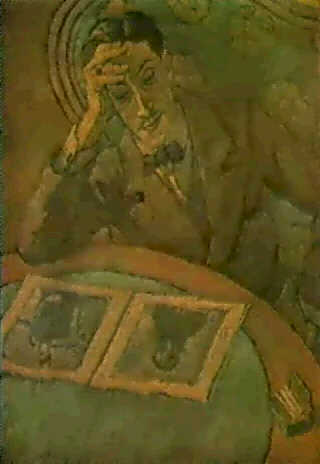
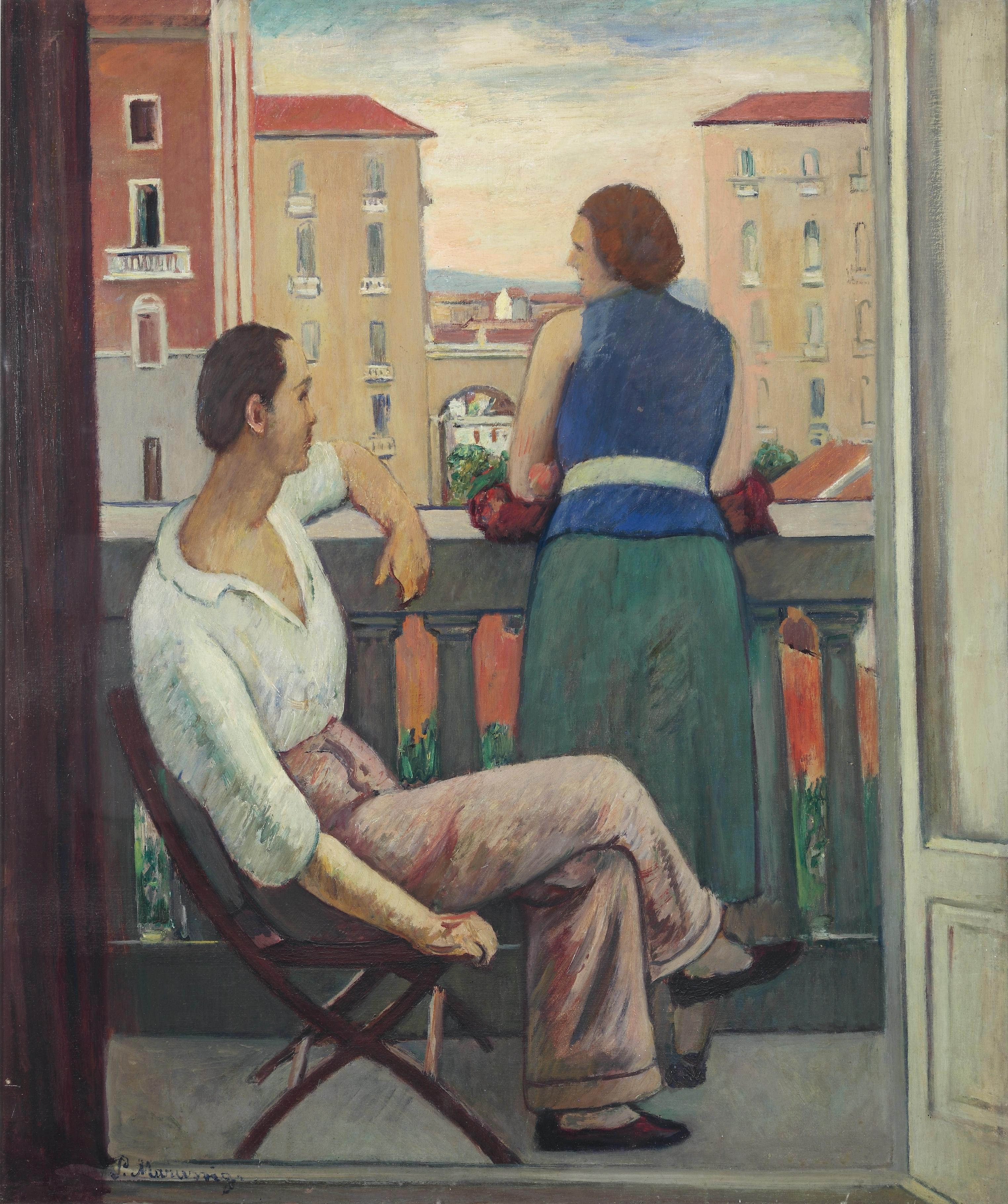
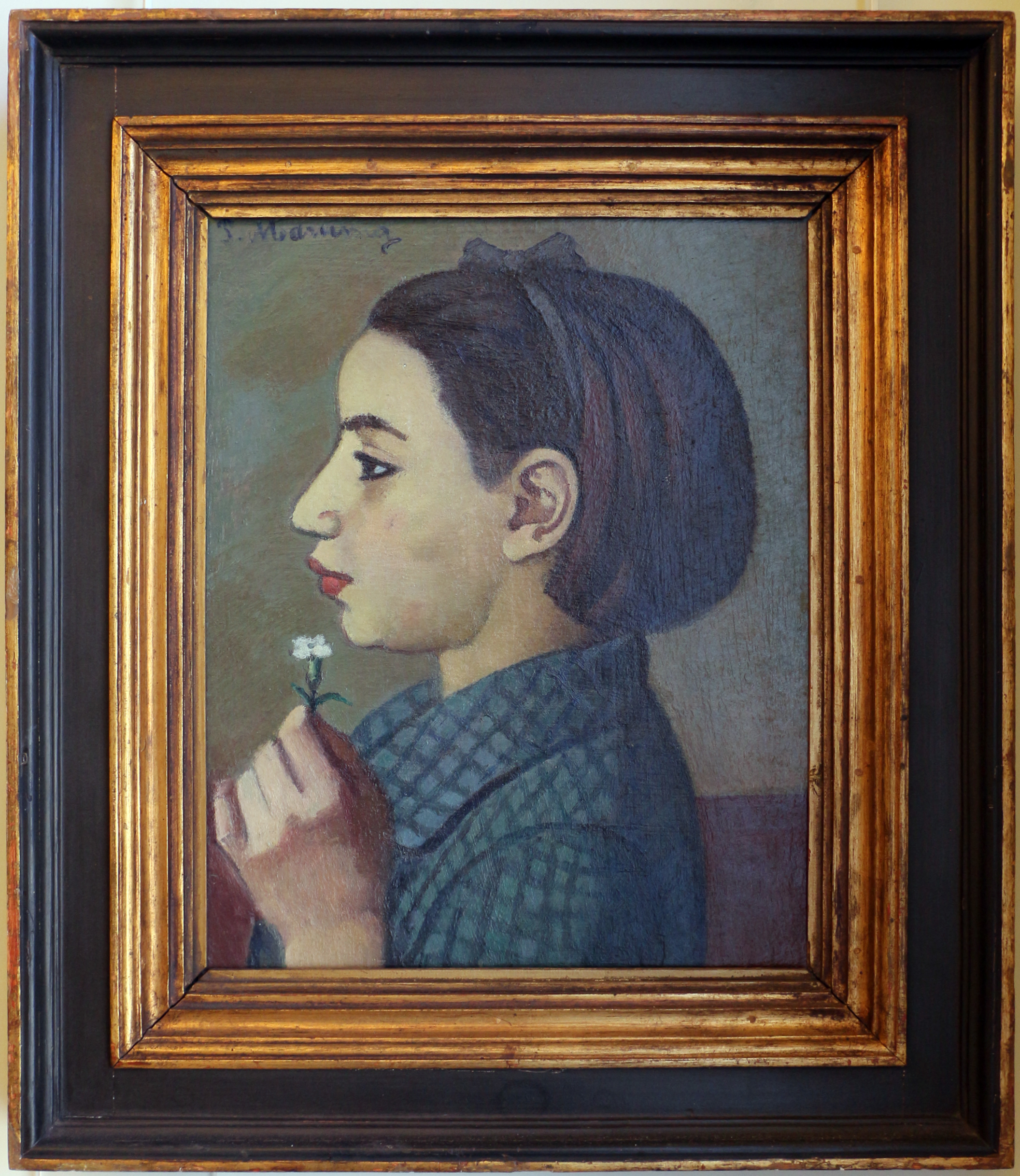

- Autoritratto, olio su cartone, 1902-1903
- Veduta della villa, 1911
- Donna seduta con ombrellino, 1913
- Le amiche, 1918, Milano, Fondazione Boschi Di Stefano
- Bambina a piano, olio su tela, 1919
- Signora con pelliccia, 1920
- Figure al balcone, 1921
- Donne al caffè, olio su tela, 1924, Milano, Museo del Novecento
- Venere addormentata, olio su tela, 1924
- Ragazzo con la palla, olio su tela, 1925
- Donna col garofano, olio su tela, 1925
- Igea, 1926
- Meriggio, 1928
- Fanciulla con tamburello, 1929
- Il ponte sul torrente (Alta Brianza), 1931
- La giustizia, mosaico, Palazzo di Giustizia (Milano)
- Figura di donna, olio su tavola di compensato multistrato, 1930 circa, Deposito dell'Accademia delle Belle Arti di Brera, Milano

## Bibliografia

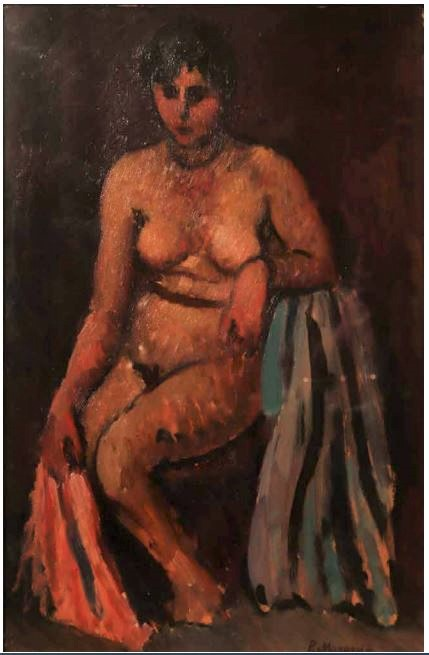
Piero Marussig, Nudo 1929 - Parma, collezione privata

## Pietro Marussig nei musei
- Museo del Novecento di Milano